# 赫格斯卡弗爾納森角
72°42′S 3°45′W / 72.700°S 3.750°W
赫格斯卡弗爾納森角，是南極洲的海岬，位於毛德皇后地的瑪塔公主海岸，處於赫格斯卡弗倫山南端，挪威製圖師根據測量和拍攝的空中照片繪入地圖，現時由南極條約體系管理。